# Ocnogyna rothschildi
Ocnogyna rothschildi är en fjärilsart som beskrevs av Bang-haas 1912. Ocnogyna rothschildi ingår i släktet Ocnogyna och familjen björnspinnare. Inga underarter finns listade i Catalogue of Life.